# Genesis GV70
La Genesis GV70 (in coreano: 제네시스 GV70) è un'autovettura prodotta dalla casa automobilistica coreana Genesis Motor a partire dal 2020.

## Descrizione

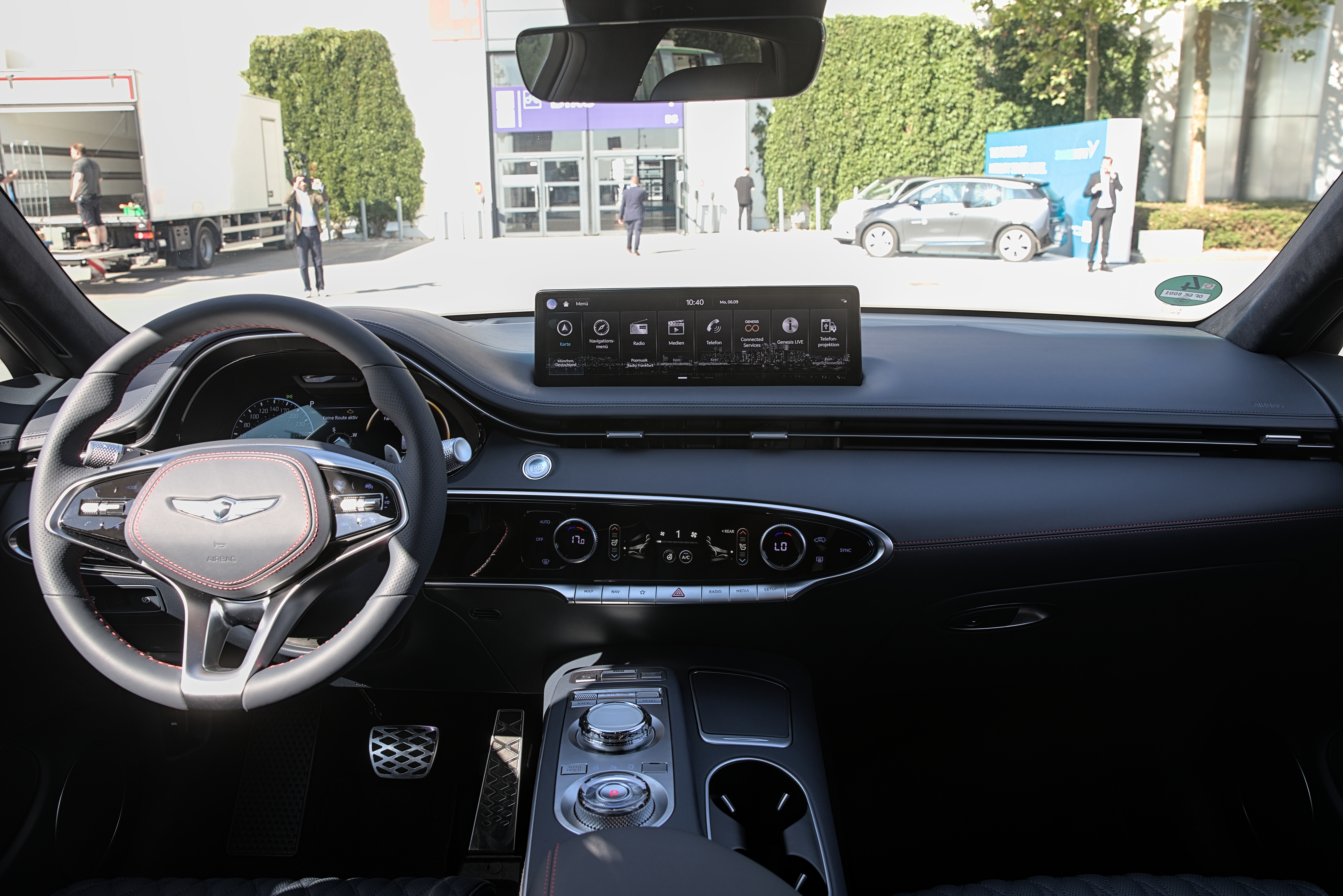
Interni

Dopo il aver pubblicato le immagini del design interno ed esterno della vettura il 29 ottobre 2020, la Genesis ha presentato il veicolo l'8 dicembre dello stesso anno tramite una diretta streaming.
Introdotto sul mercato ad inizio 2021, il SUV è stato inizialmente offerto solo in Corea del Sud, per poi essere esportato nel corso del 2021 prima sul mercato nordamericano, e poi anche in Germania. 
Secondo SUV del marchio dopo la più grande GV80, oltre a due motori a benzina, la GV70 è disponibile anche con un motore turbodiesel e tutte la gamma hanno di serie un cambio automatico a 8 marce. Sia la meccanica che le motorizzazioni sono derivate dalla berlina G70.

## Motorizzazioni
| Modello                   | Trasmissione            | Potenza                | Coppia                      |
| Benzina                   | Benzina                 | Benzina                | Benzina                     |
| ------------------------- | ----------------------- | ---------------------- | --------------------------- |
| Smartstream G2.5 T-GDi I4 | Automatico a 8 velocità | 304 CV a 5800 giri/min | 422 Nm a 1650–4000 giri/min |
| Smartstream G3.5 T-GDi V6 | Automatico a 8 velocità | 380 CV a 5800 giri/min | 530 Nm a 1300–4500 giri/min |
| Diesel                    |                         |                        |                             |
| Smartstream G2.2 T-GDi    | Automatico a 8 velocità | 210 CV a 3800 giri/min | 441 Nm a 1750-2750 giri/min |